# Kadie Rolfzen
Kadie Rolfzen (* 25. August 1994 in Papillion, Nebraska) ist eine ehemalige US-amerikanische Volleyballspielerin.

## Karriere

### Verein
Rolfzen begann ihre Karriere 2013 im Team der Nebraska Huskers an der University of Nebraska-Lincoln, wo sie auf der Position des Außenangriffs spielte. Die Außenangreiferin erhielt in ihrer Zeit bei den Huskers den Nebraska Student-Athlete HERO Leadership Award (2014), wurde in mehrere All-Star-Teams gewählt und gewann mit dem Team die nationale Meisterschaft (2015), sowie den ersten Platz bei der Big Ten Conference (2016). Im November 2016 unterlag sie mit dem Team der Nebraska Huskers im Halbfinale der nationalen Meisterschaft in Ohio und verpasste somit die Titelverteidigung.
Nach ihrem Abschluss an der University of Nebraska Ende 2016 gab der amtierende deutsche Meister und Pokalsieger Dresdner SC am 29. Dezember des Jahres die Verpflichtung von Kadie und ihrer Zwillingsschwester Amber bekannt. Sie erhielt einen Vertrag bis zum Ende der laufenden Saison 2016/17. Dort erreichte Rolfzen mit der Mannschaft den dritten Platz in der Meisterschaftswertung. Zum Ende der Saison verließ Rolfzen den Dresdner SC wieder und wechselte nach Japan zu Toray Arrows. In der Saison 2018/19 spielte sie in China für Henan Nuzi Paiqiu Dui. Mitte Mai 2019 gab der Dresdner SC die Rückkehr von Rolfzen zur Saison 2019/20 bekannt; sie unterzeichnete in der Elbestadt einen Einjahresvertrag. Mit dem Verein gelang ihr der Gewinn des DVV-Pokals. Nachdem die laufende Saison aufgrund der weltweiten COVID-19-Pandemie von der Deutschen Volleyball-Bundesliga am 12. März 2020, vor dem letzten Spieltag der Hauptrunde, für beendet erklärt worden war, einigte sich Rolfzen mit dem Dresdner SC auf die sofortige Vertragsauflösung und gab im April 2020 das Sportkarriereende bekannt.

### Nationalmannschaft
2018 stand sie im Aufgebot der US-amerikanischen Nationalmannschaft für den Pan American Cup, den die Amerikanerinnen gewannen. 

## Privates
Ihre Eltern sind Mark und Teresa Rolfzen, ihre Schwester Amber Rolfzen ist ebenfalls Volleyballspielerin. Die eineiigen Zwillinge standen gemeinsam im Aufgebot der Nebraska Cornhuskers und gehörten in der Saison 2016/17 gemeinsam im Kader des Dresdner SC.